# Deutsche Gesellschaft für Integrative Leib- und Bewegungstherapie

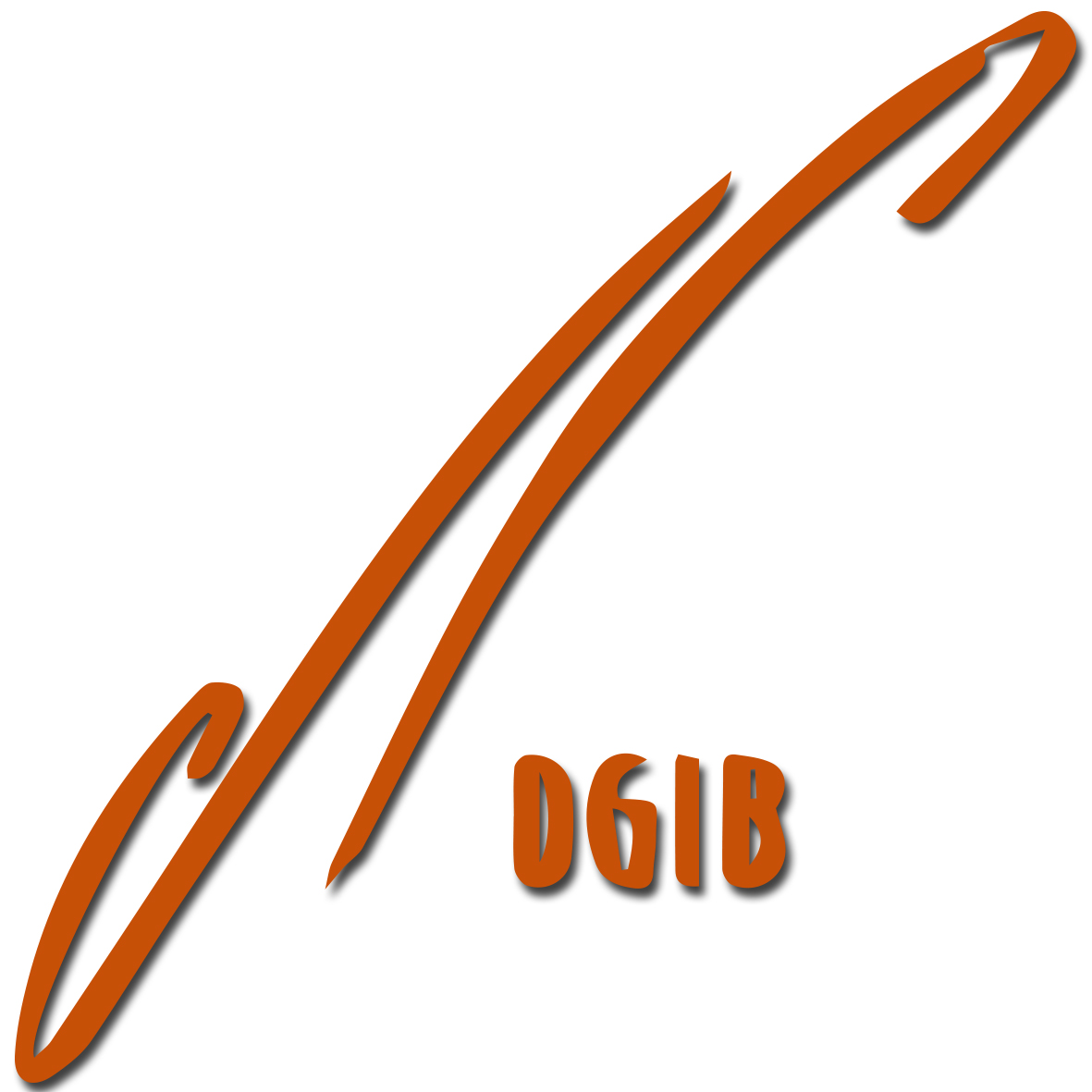
Logo der DGIB

Die Deutsche Gesellschaft für Integrative Leib- und Bewegungstherapie e.V. (DGIB) ist ein deutscher Fachverband für die Integrative Bewegungstherapie. In ihr sind in dieser Methode ausgebildeten Leib- und Bewegungstherapeuten und Bewegungspsychotherapeuten zusammengeschlossen.
Der Verein vertritt seine Mitglieder laut Satzung „in fachlicher, wissenschaftlicher und berufspolitischer Hinsicht.“. Die DGIB gibt seit 1991 die Fachzeitschrift Integrative Bewegungstherapie heraus, inzwischen als Internet-Zeitschrift. In der Reihe POLYLOGE_online bietet der Verein ein Online-Forum an, in dem Wissenschaftler aus den Bereichen der Psychotherapie, Körperpsychotherapie, Leib- und Bewegungstherapie, Medizin, Philosophie und Psychologie vortragen und mit den Zuhörern diskutieren. Die DGIB führt regelmäßig wissenschaftliche Tagungen und Seminare durch. Die Geschäftsstelle befindet sich in Aulendorf.